# Ephesia umbrata
Ephesia umbrata là một loài bướm đêm trong họ Noctuidae.